# Anadevidia
Anadevidia  es un género de lepidópteros perteneciente a la familia Noctuidae.

## Especies
- Anadevidia hebetata (Butler, 1889)
- Anadevidia peponis (Fabricius, 1775)